# Station Chwalim
Station Chwalim is een spoorwegstation in de Poolse plaats Chwalim.